# Neosergestes brevispinatus
Neosergestes brevispinatus is een tienpotigensoort uit de familie van de Sergestidae. De wetenschappelijke naam van de soort is voor het eerst geldig gepubliceerd in 1978 door Judkins.